# Глухівщина (Семенівський район)
Глухівщина — колишнє село в Україні, Семенівському районі Чернігівської області. Підпорядковувалось Погорільській сільській раді.
Розташовувалося за 7 км на південний захід від Погорільців, на висоті 159 м над рівнем моря.
Складалося з двох невеликих вулиць - основної довжиною 250 м і бічної довжиною 150 м. Вулиці сходилися таким чином, що планування нагадувало дзеркальне відображення літери У.
Виникло найімовірніше у 1-й третині 20 століття. 
Станом на 1986 рік у селі проживало 10 жителів та через віддаленість села його жителі переселилися у інші місця. 23 жовтня 1992 року Чернігівська обласна рада зняла село з обліку, оскільки в ньому ніхто не проживає.
Територія села поступово заростає лісом. Подекуди збереглися залишки садів.